# Anaperochernes ambrosianus
Espèce
Anaperochernes ambrosianus est une espèce de pseudoscorpions de la famille des Chernetidae.

## Distribution
Cette espèce est endémique des îles Desventuradas au Chili. Elle se rencontre sur l'île San Ambrosio.

## Description
La femelle holotype mesure 2,7 mm.

## Étymologie
Son nom d'espèce lui a été donné en référence au lieu de sa découverte, l'île San Ambrosio.

## Publication originale
- Beier, 1964 : Pseudoscorpione von der Insel San Ambrosio. Annalen des Naturhistorischen Museums in Wien, vol. 67, p. 303-306 (texte intégral).